# 季戊四醇四硝酸酯
季戊四醇四硝酸酯（代号PETN），也称戊四硝酯、太安、太恩、膨梯尔，是军事和民用领域较常使用的炸药之一，具有热安定性好、威力大的特性，常作为低爆速、低密度炸药敏化剂和直径较小传爆器件的装药使用。季戊四醇四硝酸酯是典型的硝酸酯类炸药，但因其具有对称性较好的分子结构，它的热安定性明显优于硝酸甘油与其他硝酸酯类物质。
为便于叙述，下文统一称季戊四醇四硝酸酯为太安。

## 历史
1891年，德国哥廷根大学的伯恩哈德·托伦斯和皮特·韦根首次制备出季戊四醇，3年后，一家位于特罗斯多夫的工厂基于该物质成功研制出太安，此后的数十年间，太安都未得到大规模应用。第一次世界大战结束后，甲醛和乙醛制备成本下降，季戊四醇和太安才得以大规模生产使用。第二次世界大战期间，将TNT和太安按一比一配比混合而成的喷特利特炸药广泛用于装填反坦克火箭弹、手榴弹、雷管等产品。二战后，随着黑索金的问世，具有更优良性能的B炸药逐渐在各领域取代了喷特利特，该混合炸药现已基本不再用于军事用途。

## 物理性质
纯的太安为粉末状白色结晶，某些情况下可能呈现浅灰色，熔点约为141°C，工业级产品熔点约为138至140°C。太安具有3种晶型：α型或I型属四方晶系，为常用的稳定晶型；β型或II型属斜方晶系，使用较少；130°C时，α型会转变为β型。此外，少数文献还记录到高压环境下属斜方晶系的III型晶型，但缺乏对该发现的进一步研究和佐证。
| 晶型       | 晶系     | 晶胞参数                         | Z | 空间群 |
| ---------- | -------- | -------------------------------- | - | ------ |
| I型        | 四方晶系 | a=b=0.938nm c=0.671nm            | 2 | P421c  |
| II型       | 斜方晶系 | a=1.329nm b=1.349nm c=0.683nm    | 4 | Pcnb   |
| III型      | 斜方晶系 | a=0.8520nm b=0.8824nm c=0.6617nm | 2 | P21212 |
| 参考文献： |          |                                  |   |        |

太安热安定性能优良，在75°C及以下环境中几乎不发生分解且不会爆炸，当环境温度高于熔点时，太安热分解加快并放出氮氧化物，至约175°C时晶体冒出黄烟，当温度超过205°C后，太安会在某一时刻爆炸。
太安几乎不会吸湿和挥发，在水中的溶解度也极低，此外，它在乙醇、乙醚、苯等物质中溶解度也较低，但在丙酮、乙酸乙酯、二甲基甲酰胺中溶解度较高。太安还可溶解于芳香族硝基化合物和硝酸酯的溶液或熔融物中，进而生成熔点较低的共熔物。

## 化学性质及反应
太安具有良好的化学安定性，与铜、黄铜、铝、镁、镁铝合金等常用金属材料均不会发生明显反应，与除三氧化钼外的其他金属氧化物接触也无明显变化，但其在酸、碱条件下会迅速发生转化，此处以稀硫酸与氢氧化钠溶液为例：
{\displaystyle {\rm {PETN+2H_{2}SO_{4}\rightarrow C(CH_{2}ONO_{2})_{2}(CH_{2}OSO_{3}H)+2HNO_{3}}}}
{\displaystyle {\rm {PETN+4NaOH\rightarrow C(CH_{2}OH)_{4}+4NaNO_{3}}}}
此外，太安与TNT或其他物质混合时会在低温下分解，强烈的紫外光照射也会对其晶体造成类似影响。

## 制备工艺
太安的制备工艺简单，仅需使用浓硝酸直接硝化季戊四醇即可制得产品，其主要反应方程式为：
{\displaystyle {\rm {C(CH_{2}OH)_{4}+4HNO_{3}\rightarrow PETN+4H_{2}O}}}
太安撞击感度随着粒度减小而逐渐降低，摩擦感度则随着粒度减小而先降低后上升，拐点出现在粒径为1至10微米处。太安经超细化处理后，其安全性能和颗粒均匀度均会有所提升，常用方法包括重结晶法和机械粉碎法。两种方法均不会改变晶型，前者可以大幅降低摩擦感度但会导致撞击感度上升，后者则可以同时降低其摩擦感度和撞击感度，但降幅不如前者明显。然而与此同时，太安超细化处理也会导致其活化能降低，爆炸临界温度和热稳定性明显下降。
太安对水生生物具有一定危害，生产过程中含有太安的废水可通过装有颗粒铁的净化柱去除，期间太安的硝基逐渐脱去形成亚硝酸盐，随后其又被铁还原为铵，最终太安可几乎完全转化为季戊四醇和铵，此外，土壤中的某些反硝化细菌也可完成相似转化过程以去除太安。

## 爆炸性能
太安爆炸的理论方程式为：
{\displaystyle {\rm {PETN\rightarrow 3CO_{2}\uparrow +2CO\uparrow +2N_{2}\uparrow +4H_{2}O\uparrow }}}
其氧平衡为-10.1%，属负氧平衡炸药太安爆热6.3MJ/kg，爆容758L/kg，单晶状态下爆温4200K，在1.76g/cm3的压药密度下爆压可达34GPa。其爆速与压药密度正相关：1.45g/cm3时为7300m/s，1.67g/cm3时为8000m/s，1.7g/cm3时为8300m/s，1.74g/cm3时则可达到8500m/s。
太安机械感度较高，一般状态下其撞击感度约为3J，摩擦感度约为60N。此外，太安的电火花起爆能量约为数毫焦耳至数十毫焦耳，激光起爆辐射通量阈值则与其密度、环境温度、激光参数等相关，数值变化较大。

## 医疗用途
太安的硝酸酯基在生物体内会被分解为羟基和氮氧化物，其中的一氧化氮会在一定程度上松弛血管，因此，太安具有血管扩张剂的功效。相较于硝酸甘油、单硝酸异山梨酯、硝酸异山梨酯等其他硝酸酯类血管扩张剂，太安除基本功能外还具有减少血管氧化应激的能力，有助于体内相关还原酶保持活性以提高药物利用率。但实际用药时，由于酶活性差异，太安实际给药量约为硝酸甘油的80倍。此外，根据部分前瞻性研究，太安还可以在子宫胎盘灌注存在缺陷的妊娠中期显著改善该病症。